# Kačji Potok
Kačji Potok je naselje u slovenskoj Općini Kočevju. Kačji Potok se nalazi u pokrajini Dolenjskoj i statističkoj regiji Jugoistočnoj Sloveniji. 

## Stanovništvo
Prema popisu stanovništva iz 2002. godine naselje je imalo 4 stanovnika.